# 管花腹水草
管花腹水草（学名：Veronicastrum tubiflorum）为玄参科腹水草属下的一个种。

## 扩展阅读
- 維基物種上的相關：管花腹水草